# Libertalia
Libertalia o Libertatia es el nombre de una presunta colonia establecida en la costa norte de Madagascar, por el capitán pirata Misson y el dominico Caraccioli a finales del siglo XVII. De existencia discutida, se enmarca en el contexto de la piratería de los siglos XVII y XVIII, época de gran auge de corsarios y bucaneros y en la que florecieron gran número de asentamientos incontrolados de los mismos.

## Historia
Misson y Caraccioli habían tomado el mando del buque de guerra francés Victoire a la muerte del capitán Fourbin en combate naval en las Antillas con un buque inglés. Animados por Caraccioli, lector de la Utopía de Tomás Moro, los 200 tripulantes del barco se apropiaron de él, nombrando capitán a Misson, liberando esclavos de los barcos negreros como actividad principal.
Los piratas tomaron la decisión de colectivizar todo el buque, sometiendo las cuestiones al Voto de la Compañía, dar un trato humanitario a los prisioneros y prohibieron el alcohol y la blasfemia; así como obligarse mutuamente al trabajo y la defensa.
Enarbolando una bandera blanca con la leyenda "Por Dios y la Libertad", pusieron rumbo a la costa occidental de África, donde capturaron un barco negrero holandés, del que liberaron los esclavos y gran parte de ellos pasaron a formar parte de la tripulación. Doblaron el Cabo de Buena Esperanza y se dirigieron a la isla de Madagascar, territorio que aun no estaba reclamado por ninguna de las potencias de la época. Allí encontraron una bahía para desembarcar, con un buen suministro de agua, buenas tierras de labor y nativos amistosos, por lo que eligieron el lugar para fundar una colonia como base de operaciones durante sus correrías por el Océano Índico. Se dieron a sí mismos el nombre de Liberi y, renunciando a su nacionalidad, se juntaron sin diferencias de raza, hablando un lenguaje común, mezcla del francés, inglés, holandés, portugués y malgache nativo. Pusieron todo el botín en un fondo común y abolieron el dinero, ya que no tenían necesidad de él en un lugar donde todo era comunitario, convirtiéndose en granjeros y pastores.

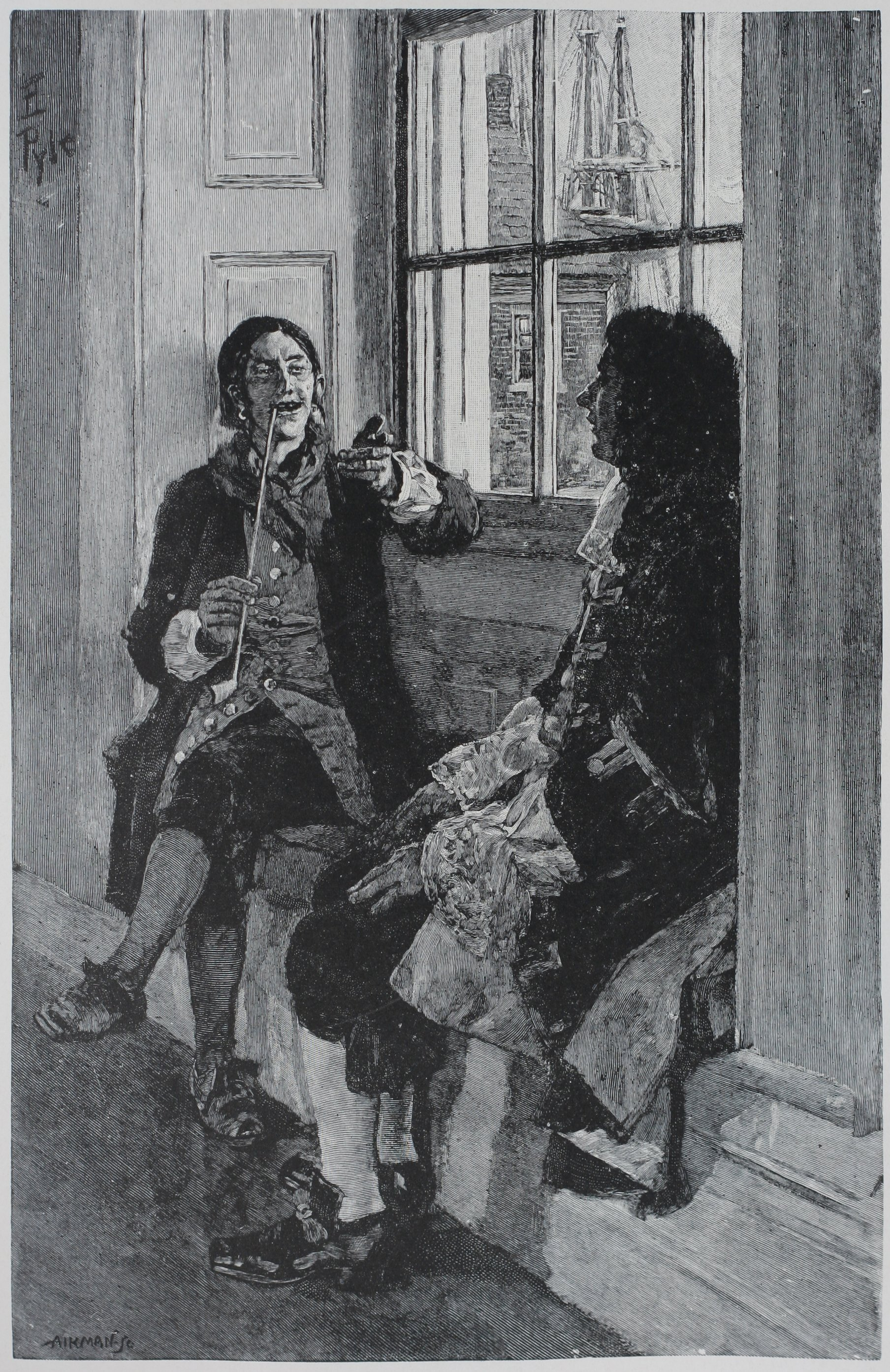
El Capitán Thomas Tew relata sus singladuras al gobernador Fletcher. Pintura por Howard Pyle.

Una vez establecidos se encontraron con el pirata Thomas Tew, una persona nada ajena a la idea de formar una colonia, toda vez que ya había perdido parte de sus hombres en un intento anterior de desembarco en la costa de la isla. Este capitán pirata había nacido en 1650 en Nueva Inglaterra y en 1691 había comprado parte del barco Amity. A este barco se le sumó otro pequeño al mando de George Drew, juntos doblaron el Cabo de Buena Esperanza y se dirigieron al Golfo de Adén, donde capturaron un velero árabe que les repuso una suma de 3000 libras para cada hombre. Se dirigieron hacia el sur y fue entonces cuando se encontraron con Libertatia. Misson quiso fortalecer la colonia y una solución era atacar barcos negreros en el golfo de Guinea, empresa que propuso a Tew y aceptó. Al mando del Amity doblaron el cabo y frente a él atraparon un barco holandés, el East Indianman, uniéndoseles 9 marinos holandeses y desembarcando al resto. En la costa de Guinea, capturaron un buque negrero inglés, liberando a 240 esclavos, entre hombres, mujeres y niños. La colonia fue punto de reparación de otros buques, entre ellos el del célebre capitán Kidd, que perdió la mitad de su tripulación al unirse a los colonos.
Finalmente Tew volvió a América, aunque regresó en poco tiempo con otro barco, el Frederick. Misson y Tew, cada uno con un barco y 250 tripulantes se dirigieron al Golfo de Adén, donde capturaron un buque con más de 1 000 pasajeros, peregrinos indios que se dirigían a La Meca, desembarcándolos a todos, menos a un grupo de 100 mujeres entre 12 y 18 años de edad, pese a la oposición de Misson. El declive de la colonia comenzó con el ataque de cinco barcos portugueses a pesar de que consiguieron hundir dos y capturar uno. Aprovechando una ausencia de la flota, nativos malgaches la atacaron, muriendo Caraccioli en el enfrentamiento. Misson escapó con 45 hombres, dos barcos y una considerable parte del botín, pero la colonia quedó abandonada. Tew se volvió a América, retirándose en Rhode Island y Misson murió al hundirse su barco en una tormenta del Cabo. Posteriormente, sus tripulantes convencieron a Tew de volver a embarcarse, muriendo este de una herida recibida en combate en el Mar Rojo.

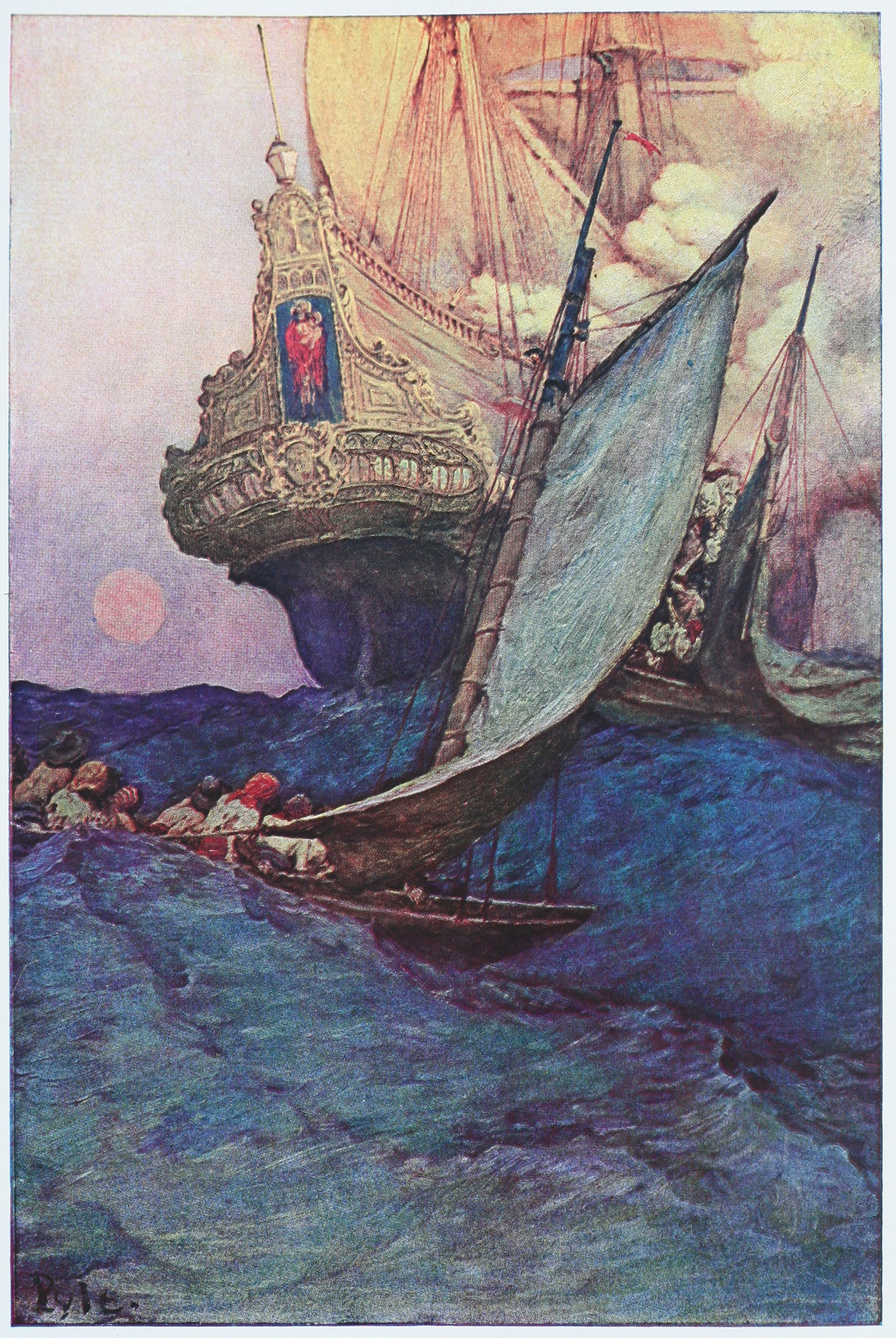
Las verdaderas repúblicas eran sus barcos

## Los piratas de la época
En los buques piratas de la época era frecuente que no hubiera distinciones. Los capitanes se elegían por votación y eran considerados iguales que sus compañeros, teniendo como función la de dirigir el barco durante los combates y siendo iguales a la hora de repartir el botín.
En estos barcos se daba un trato igualitario a sus tripulantes, por lo que no era raro que se convirtieran en el único sitio donde podía acudir un esclavo fugado y ser tratado en plano de igualdad con todos, al igual que los nativos americanos.
Había otras cosas que distinguía a los bucaneros, eran igualitarios en sexo (hubo mujeres capitanas) y no castigaban la homosexualidad, al contrario de las marinas civiles y militares del momento, donde era severamente castigada. En los barcos se solía permitir el alcohol, por lo que no era raro que bandearan por el mar sin decidirse a un sitio, y se gustaba de la música con ritmos adaptados de África y el Caribe.

## Discusión
La historia de Libertalia está basada en una única fuente, el libro del capitán Charles Johnson, Historia general de los robos y asesinatos de los más famosos piratas, publicado en Londres en 1728.

In either case the story of Libertalia represents the literary expression of the living traditions, practices and dreams of the Atlantic proletariat.
En cualquier caso la historia de Libertalia representa la expresión literaria de las tradiciones, prácticas y sueños del proletariado Atlántico.

Se piensa que este capitán es un seudónimo del escritor Daniel Defoe, autor de Robinson Crusoe, que lo habría utilizado para hacer un panegírico de sus ideas, influidas por el partido Whig; si bien no se descarta que sea una versión novelada de una historia real. Muchos autores la tachan de falsa, ya que no hay corroboraciones de la época, aunque en su momento fue bastante aceptada. El libro del capitán Johnson contenía historias auténticas de otros piratas y bucaneros contemporáneos, y no fue discutida la exactitud de sus historias.
En la época se fundaron varias colonias por parte de los piratas, bastantes de ellas en Madagascar, y muchas funcionaban siguiendo unos principios colectivistas no muy distintos de los relatados en el libro. Se ha discutido si el Capitán Misson fue un personaje real, pero se conoce la existencia verídica del Capitán Tew, mencionado en los anales de la Marina de Guerra Británica.

## Relacionado
- Utopía pirata
- Comercio transíndico de esclavos

## Cultura popular
- Libertalia es mencionada en Assassin's Creed IV: Black Flag, cuando en una conversación de Edward Kenway y sus socios piratas se etiqueta sarcásticamente a Nassau como la Nueva Libertalia.
- Libertalia es uno de los puntos principales de la trama del videojuego Uncharted 4: El desenlace del ladrón.
- La película Against All Flags (1952), se enmarca como referencia a tal lugar de los hechos.